# 黒沢律子
黒沢 律子（くろさわ りつこ、1972年4月17日 - ）は日本の歌手である。所属していた事務所は、デビュー時から1995年までは研音、1995年途中からはソニー・ミュージックスターズ。

## 来歴
東京都武蔵野市出身、11歳の時から板橋区育ち。小学校高学年時代には「音楽委員」をやっており、毎週1回全校生徒の前で歌うようになって、この時人前で歌うことに快感を覚えたという。
1984年、アニメ映画『銀河鉄道の夜』の主題歌歌手オーディションに応募し、そこから細野晴臣プロデュース「ノン・スタンダードオーディション」に出場して準優勝。しかし当時小学生だったため、この時からデビューへ向けてテイチクでボイストレーニングなどレッスンを積み続けることとなる。都立高校在学中の1990年4月21日、シングル『純哀』、アルバム『Real』、ビデオ『JUN-AI』をテイチクから同時リリースでデビュー。デビュー当初は、同じ研音に所属していた先輩の中森明菜にあやかって「ポスト明菜」とも言われていたことがあった。高校卒業後は音楽大学を目指していたことがあったが、歌手デビュー以後は勉強する時間が無くなったとして、進学はあきらめたという。
1993年より、NHK総合の音楽番組『ポップジャム』内のダンスユニット「PJ:G（ポップ・ジャム・ガールズ）」でGWINKO、安室奈美恵、SUPER MONKEY'Sらと共に活動。ここでは、Michelle A.Key（ミッキー）と共にPJ:G内のユニット「b’Rouge」（ビールージュ）として活動し、PJ:Gでの活動終了後の1995年11月16日に『ONE SIDE LOVE』でb’Rougeとしてシングルデビュー。1997年、b’Rougeとして3枚目のシングル『HURRICANE』発売時より、タイに進出して初の外国デビュー。
1998年にb’Rougeとしての活動を終了し、ソロ歌手『RIZCO』（リツコ）としての活動を開始。2000年に土橋安騎夫・高橋教之（共にレベッカのメンバー）とのユニット「R.P.R（Roll Playing Rock）」結成。2002年頃までは活動していたが、これ以降の動向は不明。

## 人物
身長164cm（1990年当時）、血液型O型。兄と姉がおり、3人兄妹の末っ子。
特技は書道、ピアノ、サックス。書道は小学2年生から中学2年生習っており、7段の段位を取得している。ピアノは4歳の時から習っており、ほとんど初見で一度も聴いたことの無い曲を、楽譜を見ただけで正しく歌うことが出来るということも特技。中学生時代はブラスバンド部でサックス担当だった。好きなスポーツは水泳、スキー（1990年当時公表のプロフィールによる）。好きなアーティストはジャネット・ジャクソン、DREAMS COME TRUE。
ボウリング好きだった父親の影響もあって、1993年時点で本人もボウリング歴15年。そのようなこともあって、生まれた当時に人気ボウリング選手だった中山律子から名前がとられたのではと言われたということだったが、そうではなく本当は「大きくなっても音楽が好きな子になるように」ということで旋律の律の字を付けられたと本人が話していたことがある。

## ディスコグラフィー

### シングル
※タイトル曲を「A」、カップリング曲を「B」で表す。
| 発売日         | レーベル    | 面 | タイトル                                   | 作詞                             | 作曲              | 編曲                      | 備考・タイアップ                                                                           |
| -------------- | ----------- | -- | ------------------------------------------ | -------------------------------- | ----------------- | ------------------------- | ------------------------------------------------------------------------------------------ |
| 1990年4月21日  | テイチク    | A  | 純哀                                       | 小林まさみ                       | 中崎英也          | 三好敏彦                  |                                                                                            |
| 1990年4月21日  | テイチク    | B  | Night Rainbow                              | 佐藤ありす                       | 中崎英也          | 三好敏彦                  |                                                                                            |
| 1990年10月21日 | テイチク    | A  | HOT BOY                                    | 小林まさみ                       | 中崎英也          | 三好敏彦                  | テレビ朝日 『歌謡びんびんハウス』 エンディングテーマ                                       |
| 1990年10月21日 | テイチク    | B  | BRAND-NEW KISS                             | 小林まさみ                       | 横山敬子          | 三好敏彦                  |                                                                                            |
| 1991年5月21日  | テイチク    | A  | さよならが眠らない                         | 西脇唯                           | 横山敬子          | 三好敏彦                  |                                                                                            |
| 1991年5月21日  | テイチク    | B  | UP&DOWNで恋して                            | 西脇唯                           | 横山敬子          | 三好敏彦                  |                                                                                            |
| 1991年12月4日  | テイチク    | A  | イヴの天文台                               | 戸沢暢美                         | 安岡孝章          | 幾見雅博                  |                                                                                            |
| 1991年12月4日  | テイチク    | B  | BINKANではじめましょう                     | 松井五郎                         | 羽田一郎          | 幾見雅博                  |                                                                                            |
| 1993年5月21日  | テイチク    | A  | だけど、愛情                               | 風堂美紀                         | 尾関昌也          | ジョー・ リノイエ         | テレビ朝日番組『M10』 エンディングテーマ                                                   |
| 1993年5月21日  | テイチク    | B  | 涙 NO-NO-NO                                | 三浦徳子                         | 朝倉紀幸          | 鶴由雄                    | テレビ東京番組 『アンモナイト』 オープニングテーマ                                         |
| - b’Rouge 名義 |             |    |                                            |                                  |                   |                           |                                                                                            |
| 1995年11月16日 | Ki/oon Sony | A  | ONE SIDE LOVE                              | 並河祥太 Michelle A.Key          | 本間昭光          | 本間昭光                  | テレビ朝日系 『OH!エルくらぶ』 オープニングテーマ                                          |
| 1995年11月16日 | Ki/oon Sony | B  | CLOSE TO LOVE                              | 並河祥太 Michelle A.Key          | 幾見雅博          | 幾見雅博                  |                                                                                            |
| 1996年5月2日   | Ki/oon Sony | A  | Growin’Glory                               | 前田たかひろ                     | 本間昭光          | 本間昭光                  | ミズノ「オリンピック キャンペーン」 CMソング                                               |
| 1996年5月2日   | Ki/oon Sony | B  | キスしたいでしょ?                          | 前田たかひろ                     | 本間昭光          | 本間昭光                  |                                                                                            |
| 1997年1月22日  | Ki/oon Sony | A  | HURRICANE                                  | 飯塚麻純                         | 鈴木直人          | 鈴木直人                  |                                                                                            |
| 1997年1月22日  | Ki/oon Sony | B  | HURRICANE (12’ミックス)                    | 飯塚麻純                         | 鈴木直人          | 鈴木直人                  |                                                                                            |
| 1997年8月21日  | Ki/oon Sony | A  | Shadow Of Love                             | 鈴木直人 Michelle A.Key          | 鈴木直人          | 鈴木直人                  |                                                                                            |
| 1997年8月21日  | Ki/oon Sony | B  | 残酷な午後                                 | 飯塚麻純                         | 鈴木直人          | 鈴木直人                  |                                                                                            |
| 1997年12月1日  | Ki/oon Sony | A  | Love Forever                               | 飯塚麻純 鈴木直人                | 鈴木直人          | 鈴木直人                  | NHK総合テレビドラマ 『女たちの帝国』主題歌                                                 |
| 1997年12月1日  | Ki/oon Sony | B  | Love Forever (Candle Nite Remix)           | 飯塚麻純 鈴木直人                | 鈴木直人          | 鈴木直人                  |                                                                                            |
| 1998年5月30日  | Ki/oon Sony | A  | Stand By You                               | 鈴木直人                         | 鈴木直人          | 鈴木直人                  |                                                                                            |
| 1998年5月30日  | Ki/oon Sony | B  | Smile Again                                | 鈴木直人 黒沢律子 Michelle A.Key | 鈴木直人          | 鈴木直人                  |                                                                                            |
| - RIZCO 名義   |             |    |                                            |                                  |                   |                           |                                                                                            |
| 1998年2月21日  | Ki/oon Sony | A  | LOVE IS STREAM                             | 秋山空美                         | 宮田繁男          |                           | b’Rouge在籍中の ソロ活動。 「LOVE IS STREAM」は TBS系番組『江川の食卓』 オープニングテーマ |
| 1998年2月21日  | Ki/oon Sony | B  | still…                                     |                                  |                   |                           | b’Rouge在籍中の ソロ活動。 「LOVE IS STREAM」は TBS系番組『江川の食卓』 オープニングテーマ |
| 1998年7月1日   | Ki/oon Sony | A  | さよならに微笑みを                         | 秋山空美                         | 嶋紀之            | 宮田繁男                  |                                                                                            |
| 1998年7月1日   | Ki/oon Sony | B  | Nude!                                      |                                  |                   |                           |                                                                                            |
| 1999年3月25日  | WEA JAPAN   | A  | あたらしい日々                             | RIZCO                            | Tessy             | Tessy                     | FJネクスト 企業イメージCMソング                                                            |
| 1999年3月25日  | WEA JAPAN   | B  | 使い捨ての…                                | RIZCO                            | Tessy             | Tessy                     |                                                                                            |
| 1999年6月23日  | WEA JAPAN   | A  | 月蝕                                       | RIZCO 嶋紀之                     | 嶋紀之            | 長谷川智樹                | 日本テレビ 『とりあえずイイ感じ。』 オープニングテーマ                                     |
| 1999年6月23日  | WEA JAPAN   | B  | Last Game                                  | 秋山空美                         | 嶋紀之            | 長谷川智樹 嶋紀之         | TBS番組『アイドル王』 1999年4月～6月度 オープニングテーマ                                  |
| 1999年6月23日  | WEA JAPAN   | B  | 月蝕 (Half Moon Mix)                       | RIZCO 嶋紀之                     | 嶋紀之            | KURIHARA & REMOCON TAMURA |                                                                                            |
| 1999年6月23日  | WEA JAPAN   | B  | あたらしい日々 神八剣伝 スペシャルミックス | RIZCO                            | Tessy             | Tessy                     | テレビ東京系アニメ 『神八剣伝』 第14話 - 第26話 エンディングテーマ                         |
| 1999年6月23日  | WEA JAPAN   | A  | さくら                                     | SHUNSUKE WATANABE                | SHUNSUKE WATANABE | SHUNSUKE WATANABE         | 日本テレビ系番組 『モグモグGOMBO』 エンディングテーマ                                      |
| 1999年6月23日  | WEA JAPAN   | B  | さくら（spring breeze edit）               | SHUNSUKE WATANABE                | SHUNSUKE WATANABE | SHUNSUKE WATANABE         |                                                                                            |
| 1999年6月23日  | WEA JAPAN   | B  | みずいろの雨                               | yoshiko miura                    | junko yagami      | SHUNSUKE WATANABE         | 1978年発売の八神純子の 同名シングル曲のカバー。                                            |

## 出演

### テレビ
- ポップジャム （NHK総合）- 番組内ダンスユニット「PJ:G（ポップ・ジャム・ガールズ）のメンバーとして、1995年まで出演
- HEY!HEY!HEY! MUSIC CHAMP （フジテレビ系列）- 2000年5月1日、R.P.R (Roll Praying Rock) で出演[9]

### ラジオ
- J-POP SQUARE （FM-FUJI、1996年10月〜1997年6月・水曜日）- ミッキーとのユニット「b’Rouge」としてレギュラーパーソナリティ
- 超学生ハビタ となりのハチャメちゃん （文化放送）- 1990年11月13日ゲスト
- アイドル危機一髪!公開質問状 （ニッポン放送）- 1991年6月24日〜6月28日